# Systematic Training for Effective Parenting
Systematic Training for Effective Parenting (通称 STEP または ステップ)は、児童心理学の理論やカウンセリングコミュニケーションの手法から開発された、子どもを勇気づける親のためのプログラム。アメリカ人の心理学者ドン・ディンクメイヤー（1924年1月20日 - 2001年5月17日）、グレイ・D・マッケイ、ドン・ディンクメイヤー・ジュニアによって開発、出版された。アルフレッド・アドラーのアドラー心理学と、心理学者 ルドルフ・デュレイクス、トーマス・ゴードンの研究が基本となっている。
1976年から1000人以上の学校、政府機関、教会、およびメンタルヘルス治療施設で実施され、世界中の親約4百万人以上が体験している。
プログラムは、約70箇所の調査研究で評価されている。米国外では、オーストラリア、カナダ、ドイツ、アイルランド、メキシコ、ニュージーランド、フィリピン、ルーマニア、日本、韓国、中国に広まっている。アメリカ合衆国ではシリーズ化され出版されている。
ステップに参加した親達によると、子ども達への積極的な理解力がつき、彼らを粗末に扱うことはなくなりそうだ、というプログラムの評価がある。
日本語版の出版元は発心社。